# Chiffonjé

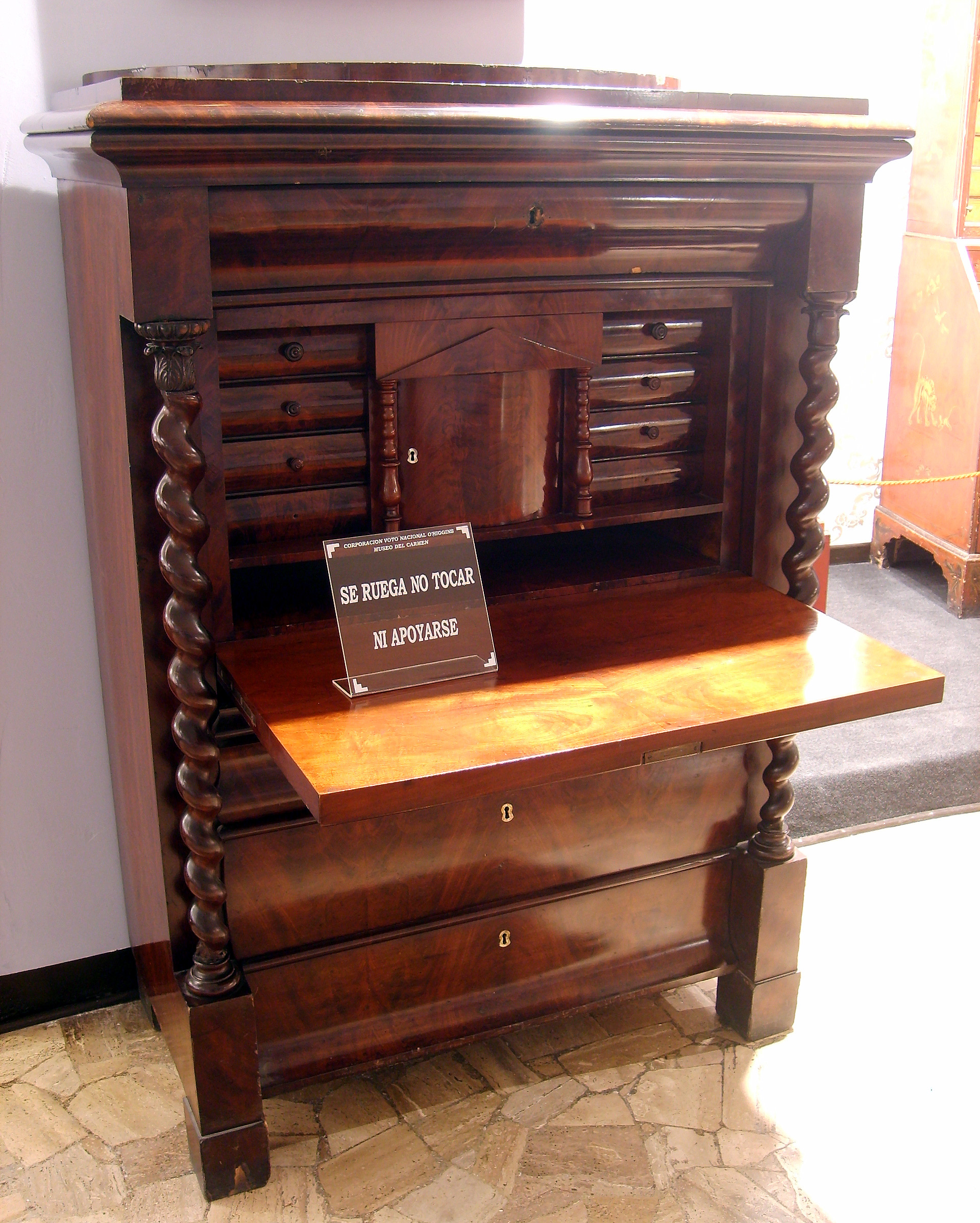
Chiffonjé

En chiffonjé är en hög förvarings- och skrivmöbel med byrålådor i underdelen. Den lodräta skrivklaffen fälls ut och innanför klaffen finns fack och smålådor. En annan liknande skrivmöbel är en sekretär, som förenklat kan beskrivas som en chiffonjé på ben, utan byrålådor nedtill.
En chiffonjé med sned skrivklaff kallas vanligen snedklaff eller snedklaffbyrå.
En låda upptill brukar finnas ovanför den fällbara klaffen. 
Något som ofta förknippas med chiffonjéer är lönnfack som finns på en del möbler men inte på alla. De kan också ha flera låsbara lådor och luckor med olika nycklar.
Flera av de äldre chiffonjéerna är välgjorda och vittnar om många timmars hantverk. De har också nytillverkats och då ofta i betydligt enklare utförande.
Ordet "chiffonjé" finns belagt i svenska språket sedan 1793.